# Rodplumsite
La rodplumsite è un minerale.